# Дудорин, Юрий Дмитриевич
Юрий Дмитриевич Дудорин (21 сентября 1932, Уфа — 6 февраля 1997, там же) — советский мотогонщик и тренер. Мастер спорта СССР (1955). Мастер спорта СССР международного класса по мотоспорту (1968). В 1958—1973 годах входил в сборную команды СССР по мотоспорту.

## Биография
Родился 21 сентября 1932 года в Уфе. Его отец Дмитрий Дудорин погиб на фронте.
Окончил 7 классов школы. Спортом занимался в уфимском клубе «Башавтомотоклуба» у тренера С. Г. Устьянцева. Находясь на службе в армии в 1954 году на первенстве Вооруженных Сил СССР под Москвой выполнил норматив мастера спорта. Особенностью его езды на мотоцикле было не ездить на пределе, и всегда оставлять большой запас скорости.
Был главным тренером шестикратного чемпиона мира Габдрахмана Кадырова.
Скончался 6 февраля 1997 года. Похоронен на Южном кладбище Уфы.

## Достижения
Чемпион СССР (1962-65, 1967) и РСФСР (1962 — 66)
Серебряный призёр чемпионатов СССР (1966, 1970)
Бронзовый призёр чемпионатов СССР (1968, 1971) и РСФСР (1970) по мотогонкам ипподромным;
Серебряный призёр чемпионатов СССР (1960, 1962, 1965) и РСФСР (2-кратный, 1962; 1966, 1967, 1970)
Бронзовый призёр чемпионатов Европы (1964), СССР (1962, 1964) и РСФСР (1965, 1971) по мотогонкам на льду;
Чемпион РСФСР (1958) по мотокроссу.
Победитель командного чемпионата мира (1958, 1959) по эндуро (многодневная гонка).